# Cratere Avene
Avene  è un cratere sulla superficie di Venere.